# یارعلی (خرم‌آباد)
یارعلی (خرم‌آباد)، روستایی از توابع شهرستان خرم‌آباد در استان لرستان ایران است.

## جمعیت
این روستا در دهستان رازان قرار دارد و براساس سرشماری مرکز آمار ایران در سال ۱۳۸۵، جمعیت آن ۱۴۳ نفر (۲۸خانوار) بوده‌است.